# Wielka Niedźwiedzica
Wielka Niedźwiedzica (łac. Ursa Major, dop. Ursae Majoris, skrót UMa) – gwiazdozbiór okołobiegunowy nieba północnego, a zarazem trzecia co do wielkości konstelacja nieba. Liczba gwiazd dostrzegalnych nieuzbrojonym okiem: około 125. W Polsce jest widoczny przez cały rok.
Siedem najjaśniejszych gwiazd, często niesłusznie utożsamianych z Wielką Niedźwiedzicą, a stanowiących tylko część gwiazdozbioru, tworzy charakterystyczny i łatwy do odszukania na niebie układ Wielkiego Wozu (zwanego w niektórych krajach „Wielką Chochlą” lub „Wielkim Rondlem”), którego „dyszel” jest jednocześnie „ogonem” niedźwiedzicy. Oś tylnych kół, łatwego do odnalezienia przez cały rok i o każdej porze nocy Wielkiego Wozu, wskazuje na położoną tuż obok bieguna niebieskiego Gwiazdę Polarną, pełniącą nie tylko w przeszłości ważną rolę w orientacji na niebie. Żeby znaleźć Gwiazdę Polarną, należy przedłużyć pięciokrotnie odcinek pomiędzy Betą i Alfą Wielkiej Niedźwiedzicy. Wielki Wóz jest układem okołobiegunowym.

## Pochodzenie nazwy
Zagadką pozostaje, dlaczego tak wiele różnych ludów, między innymi Indianie północnoamerykańscy, wyobrażało go sobie jako niedźwiedzia. W Europie przedstawiano go jako rydwan lub wóz. Arabowie widzieli w tym gwiazdozbiorze mary lub trumnę. W greckiej mitologii konstelacja wyobraża Kallisto. Śmiertelna nimfa Kallisto była jedną z wielu miłosnych zdobyczy Zeusa. Żona Zeusa Hera postanowiła ukarać ją zaraz po tym, jak urodziła syna Arkasa, i zamieniła Kallisto w niedźwiedzicę. Tymczasem Arkas wyrósł na młodzieńca lubiącego polować. Pewnego dnia Hera postanowiła zaprowadzić go w okolice, gdzie mieszkała jego matka. Zeus zainterweniował, kiedy nieświadomy Arkas uniósł oszczep. Umieścił matkę i syna na niebie jako Wielką Niedźwiedzicę i Małą Niedźwiedzicę (jej syna). Wściekła po takim uhonorowaniu rywalki, Hera poprosiła boga morza, by zabronił obu niedźwiedziom odpoczywać w morzu, jak to robią inne gwiazdozbiory. To jest powodem, dlaczego niedźwiedzie krążą wokół bieguna. Wiele kultur starożytnych uważało, że obie niedźwiedzice, usytuowane w pobliżu bieguna niebieskiego, obracają sferę niebieską, poganiane przez Asteriona i Charę, psy pasterskie Wolarza. W obecnych czasach Wielka Niedźwiedzica nie jest co prawda już gwiazdozbiorem całkowicie wokółbiegunowym na szerokościach geograficznych Grecji, ale było tak tysiące lat temu, gdy ten mit powstawał. Wtedy Gwiazdą Polarną była nie Polaris, a Thuban, Alfa Smoka. Obydwa niedźwiedzie natomiast znajdowały się mniej więcej naprzeciw siebie po obu stronach bieguna. W ten sposób mit ten może być uważany za dowód istnienia precesji osi ziemskiej.          
W mitologii indyjskiej gwiazdozbiór utworzyło pierwszych siedmiu mędrców saptarszi (sam termin ryszi bywa wywodzony z sanskr. rksa, „niedźwiedź”), np. Angiras odpowiada gwieździe Alioth.
Wielka Niedźwiedzica jest jednym z najdawniej nazwanych gwiazdozbiorów. Zarówno ludy Eurazji, jak i Ameryki Północnej, rozpoznawały w tej konstelacji kształt niedźwiedzia (przy czym nazwa ta mogła dotyczyć jedynie 4 gwiazd Wielkiego Wozu bez dyszla, który z kolei interpretowano jako 3 myśliwych ścigających zwierzę). Wskazuje to, że gwiazdozbiór ten skojarzono z niedźwiedziem jeszcze przed zniknięciem lądowego połączenia pomiędzy Syberią i Alaską, co najmniej 15 000 lat temu.
Układ gwiazd nie jest stały w związku z ich ruchem w różnych kierunkach i z różną prędkością. Istnieje hipoteza, że skojarzenie z niedźwiedziem może pochodzić od ówczesnego układu 5 gwiazd Wielkiego Wozu (bez dyszla) przed 56 tys. lat. 

### Inne wyobrażenia
Ludy krajów nordyckich oraz Syberii gwiazdozbiór ten interpretowały jako łosia, a według niektórych legend syberyjskich jest to samica mamuta.

## Gwiazdy Wielkiej Niedźwiedzicy
Najjaśniejszą gwiazdą w tym gwiazdozbiorze jest ε UMa (Alioth), o jasności zmiennej od 1,68 do 1,78m. Siedem wyraźnych gwiazd tworzy znany asteryzm Wielkiego Wozu. Gwiazdy Wielkiego Wozu, z wyjątkiem Alkaida i Dubhe, przemieszczają się w przestrzeni razem. Towarzyszą im w tej wędrówce inne gwiazdy tego rejonu nieba. tworzą one tzw. Strumień Niedźwiedzicy, czyli gromadę gwiazd poruszających się w tym samym kierunku. Gwiazdozbiór ukazuje obraz niedźwiedzia z dziwnie długim ogonem. 
Inne jasne gwiazdy:
- Dubhe (α UMa) – żółtopomarańczowy olbrzym położony w odległości 124 lat świetlnych. Towarzyszy mu gwiazda o piątej jasności obserwowanej i okresie orbitalnym 44 lata. Normalnie układ ten jest zbyt ciasny, aby dało się go rozdzielić w amatorskich teleskopach, ale w czasie największej separacji jego składników, w latach 2023-2025, będzie je można rozróżnić za pomocą teleskopu o aperturze 250 mm[4]. Dubhe ma masę ponad czterokrotnie przekraczającą masę Słońca. Jej najbliższy towarzysz jest łudząco podobny do Słońca. System gwiazdy Dubhe uzupełnia składnik C odległy od głównej gwiazdy o cztery minuty[9].
- Merak (β UMa) – niebieskobiała gwiazda odległa o 79 lat świetlnych[4].
- Phecda (γ UMa) – niebieskobiała gwiazda znajdująca się w odległości 84 lat świetlnych[4].
- Megrez (δ UMa) – niebieskobiała gwiazda położona w odległości 81 lat świetlnych od Ziemi[4].
- Alkaid (η UMa) – niebieskobiała gwiazda ciągu głównego położona w odległości 101 lat świetlnych[4].
- ζ UMa, gwiazda wielokrotna, układ składający się z sześciu gwiazd, w tym Mizara (arab. rumak) (2,3m), będącego gwiazdą poczwórną, i powiązanego z nim grawitacyjnie Alkora (jeździec)[10] (4m), będącego gwiazdą podwójną, którego dostrzeżenie gołym okiem bywa trudne, choć jest możliwe dla osób o dobrym wzroku. Podwójność tej gwiazdy była wykorzystywana do testowania wzroku żołnierzy przyjmowanych do armii napoleońskiej[9]. Para ta często była traktowano również jako test ostrości wzroku przy doborze okularów. Układ ten nazywany jest: Koń i Jeździec. Mizar rozdziela się w parę złożoną z gwiazd niebieskobiałej i białej, odległych o 14,3 sekundy łuku[2]. Gwiazdę jako pierwszy zobaczył włoski astronom Giovanni Riccioli w roku 1650. W ten sposób Mizar stał się pierwszym układem podwójnym wykrytym za pomocą teleskopu. Składnik pierwotny gwiazdy jest też pierwszą znaną gwiazdą spektroskopowo podwójną. Odkrycia tego dokonał amerykański astronom Edward Charles Pickering w roku 1889[4].
- Ksi Ursae Majoris (Alula Australis) była jedną z pierwszych gwiazd podwójnych, dla których udowodniono istnienie między nimi związku grawitacyjnego i określono okres obrotu[2]. Żółte składniki układu, będące gwiazdami spektroskopowo podwójnymi okrążają się w czasie 60 lat. Obecnie można je rozdzielić za pomocą teleskopu o aperturze 75 mm. Po roku 2015 wystarczą do tego nawet najmniejsze instrumenty. Składniki układu będą się od siebie oddalać do roku 2035[4].
- Piękna gwiazda zmienna SU UMa(inne języki) jest gwiazdą wybuchającą i należy do grupy nowych karłowatych. W minimum jasność gwiazdy jest niedostrzegalna przez nawet duże amatorskie teleskopy. Natomiast zdarzające się nieregularne wybuchy mogą spowodować wzrost jasności o cztery wielkości gwiazdowe. W skład tego układu wchodzi biały karzeł i jego chłodniejszy i lżejszy towarzysz[9].

## Interesujące obiekty
Konstelacja jest bogata w galaktyki, około 95 z nich można dojrzeć za pomocą 25-centymetrowego teleskopu. 
- Galaktyki M81 (NGC 3031) i M82 (NGC 3034), tworzą parę odległą o 37 minut łuku. W 20-centymetrowym teleskopie zobaczymy kolejnych członków orszaku M81 – NGC 2976 i NGC 3077. M82 jest w trakcie wybuchu procesu tworzenia gwiazd z powodu bliskości ze swoim masywnym sąsiadem M81[2]. W 1993 roku w M81 pojawiła się supernowa SN 1993J, należąca do rzadkiego typu IIb[11].
- M97 (NGC 3587) – okrągła mgławica planetarna o średnicy 194 sekund łuku. Dwie niewyraźne ciemniejsze plamy, oczy sowy, są widoczne w 20-centymetrowym teleskopie. Centralna gwiazda mgławicy leży pomiędzy oczami, widoczna w 30-centymetrowym teleskopie. Większe instrumenty pozwalają na dostrzeżenie charakterystycznego kształtu mgławicy, przypominającej głowę tego leśnego ptaka.
- W pobliżu znajduje się pocętkowana, widzialna z boku galaktyka spiralna M108 (NGC 3556). Jest to dość słaby obiekt oddalony o 27 mln lat świetlnych[9].
- Widoczna z przodu, ósmej wielkości, galaktyka spiralna o średnicy 26 minut to M101 (NGC 5457). Oglądana od strony jednego z biegunów, co pozwala dostrzec jej rozbudowaną strukturę spiralną, podobną do Drogi Mlecznej. Stąd nazywana jest Galaktyka Wiatraczek lub Kółko Zębate. Jest jednak około dwukrotnie mniejsza od naszej Galaktyki i ma blisko dwukrotnie mniejszą masę[3]. Oddalona od Słońca o 15 mln lat świetlnych. Można ją odnaleźć w okolicach wierzchołka trójkąta równobocznego, którego podstawę tworzą Mizar i Alkaid[9]. Jest dużym wyzwaniem dla początkujących obserwatorów. W dobrych warunkach 20-centymetrowy teleskop pokaże północne ramię spiralne i trzy węzły. Większe powiększenie pokażą więcej ramion i węzłów oraz trzy małe sąsiednie galaktyki, z których NGC 5474, jest satelitą Galaktyki Wiatraczek[2].
- Galaktyka dostępna amatorskim obserwacjom to M109, galaktyka spiralna z poprzeczką,dzieli ją od nas 25 mln lat świetlnych[9].
- NGC 2841 jest galaktyką dziesiątej jasności, mająca wyraźnie gwiazdopodobne zagęszczenie centrum. W amatorskich teleskopach można dostrzec ciemne struktury, zwłaszcza we wschodnich okolicach jądra.
- Podobnie prezentuje się galaktyka NGC 3631, dziesiątej jasności, a także NGC 3079 o rozmiarach 8′x1,5′ i dwunastej jasności[9].
- Grawitacyjnie soczewkowany podwójny kwazar Q0957+561, położony w odległości siedmiu miliardów lat świetlnych, do zobaczenia w 40-centymetrowym teleskopie. Jego daleko przesunięte ku czerwieni fotony potrafią spowodować efekt na siatkówkach naszych oczu po przemierzeniu połowy obserwowalnego wszechświata[2].

## Galeria

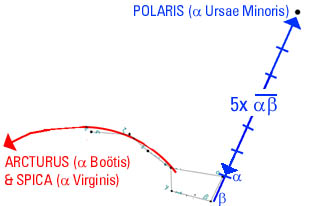
Znajdowanie położenia gwiazdy polarnej (niebieska linia) oraz gwiazd Arktur i Spica (czerwona linia) za pomocą najjaśniejszych gwiazd Wielkiej Niedźwiedzicy – Wielkiego Wozu
Część gwiazdozbioru Wielkiej Niedźwiedzicy, a mianowicie układ gwiazd Wielkiego Wozu, widnieje na fladze stanu USA Alaska.
Gwiazdy Wielkiego Wozu
Gwiazda Polarna i położenie konstelacji gwiazd wokół niej są kompasem dla ptaków wędrujących nocą